# بيل ديفيس (لاعب دارت)
بيل ديفيس (بالإنجليزية: Bill Davis)‏ هو لاعب دارت أمريكي، ولد في 6 مارس 1959 في الولايات المتحدة.

## وصلات خارجية
- بيل ديفيس على موقع DartsDatabase.co.uk (الإنجليزية)